# Александрово (Великотырновская область)
Александрово (болг. Александрово) — село в Болгарии. Находится в Великотырновской области, входит в общину Свиштов. Население составляет 196 человек (2022).

## Политическая ситуация
В местном кметстве Александрово, в состав которого входит Александрово, должность кмета (старосты) исполняет Слави Димитров Славев (ВМРО — Болгарское национальное движение) по результатам выборов.
Кмет (мэр) общины Свиштов — Станислав Петров Благов (коалиция в составе 4 партий: Болгарский земледельческий народный союз (БЗНС), Союз свободной демократии (ССД), Союз демократических сил (СДС), либеральная инициатива «За демократическое европейское развитие» (ЛИДЕР)) по результатам выборов.